# Місто привидів (фільм, 2008)
«Місто привидів», або «Місто примар» (англ. Ghost Town), — американська драматична комедія 2008 року, знята режисером Девідом Кеппом. Стрічка розповідає про дантиста (актор Рікі Джервейс), який після коми набув надприродної здібності бачити привидів і спілкуватися з ними.

## Синопсис
Дантист Бертрам Пінкус ледь не вмирає на операційному столі після невдалої анестезії. Незабаром він розуміє, що бачить привидів померлих людей на вулицях Нью-Йорку і може спілкуватися з ними. Щойно померлий унаслідок нещасного випадку бізнесмен Френк Герлі (актор Грег Кіннер) просить Бертрама допомогти його вдові, науковцю-єгиптологу.

## У головних ролях
- Рікі Джервейс — Бертрам Пінкус, дантист
- Грег Кіннер — Фрэнк Херли, бізнесмен
- Теа Леоні — Гвен, єгиптолог
- Біллі Кемпбелл — Річард
- Крістен Віг — хірург
- Аасіф Мандві — доктор Прашар, колега Бертрама
- Бетті Ґілпін — медсестра
- Данай Гуріра — примара
- Аарон Твейт — анестезіолог